# Gareila amurensis
Gareila amurensis là một loài tò vò trong họ Ichneumonidae.